# Florinianos
Se llaman florinianos a los discípulos de Florino, presbítero de la iglesia romana, que en el siglo II fue depuesto por haber enseñado ciertos errores. 
Había sido discípulo de San Policarpo con San Ireneo pero no guardó fielmente la doctrina de su maestro. San Ireneo le escribió para que se corrigiera de sus errores: Eusebio ha conservado en sus obras un fragmento de esta carta. Florino defendía que Dios es el autor del mal y algunos autores lo han acusado de haber enseñado que las cosas prohibidas por la ley de Dios no son malas en sí, sino únicamente por la prohibición. En fin abrazó algunas otras opiniones de los valentinianos y carpocracianos. No han llegado a nosotros los libros que contra él escribió San Ireneo.